# Alexander Cooper
Alexander Cooper (født ca. 1605 vist i London - død 1660 i Stockholm)  var en engelsk miniaturmaler.
Han var fra 1648 hofmaler i Sverige; en kort tid har han også været i København (1656), hvor han malede portrætter af kongefamilien nogle i Rosenborg. I Nationalmuseum og Historiska museet i Stockholm samt i Göteborg-Museum  ses gode prøver på hans kunst: Gustaf Adolf, Grev Creutz med videre;  han malede også et miniatureportræt af dronning Kristina af Sverige. Så dygtig en  kunstner han var, kan han ikke i foredragets finhed, åndfuldhed og  strålende gennemførelse stå mål med sin berømte bror Samuel Cooper.